# Обережно, злий собака!

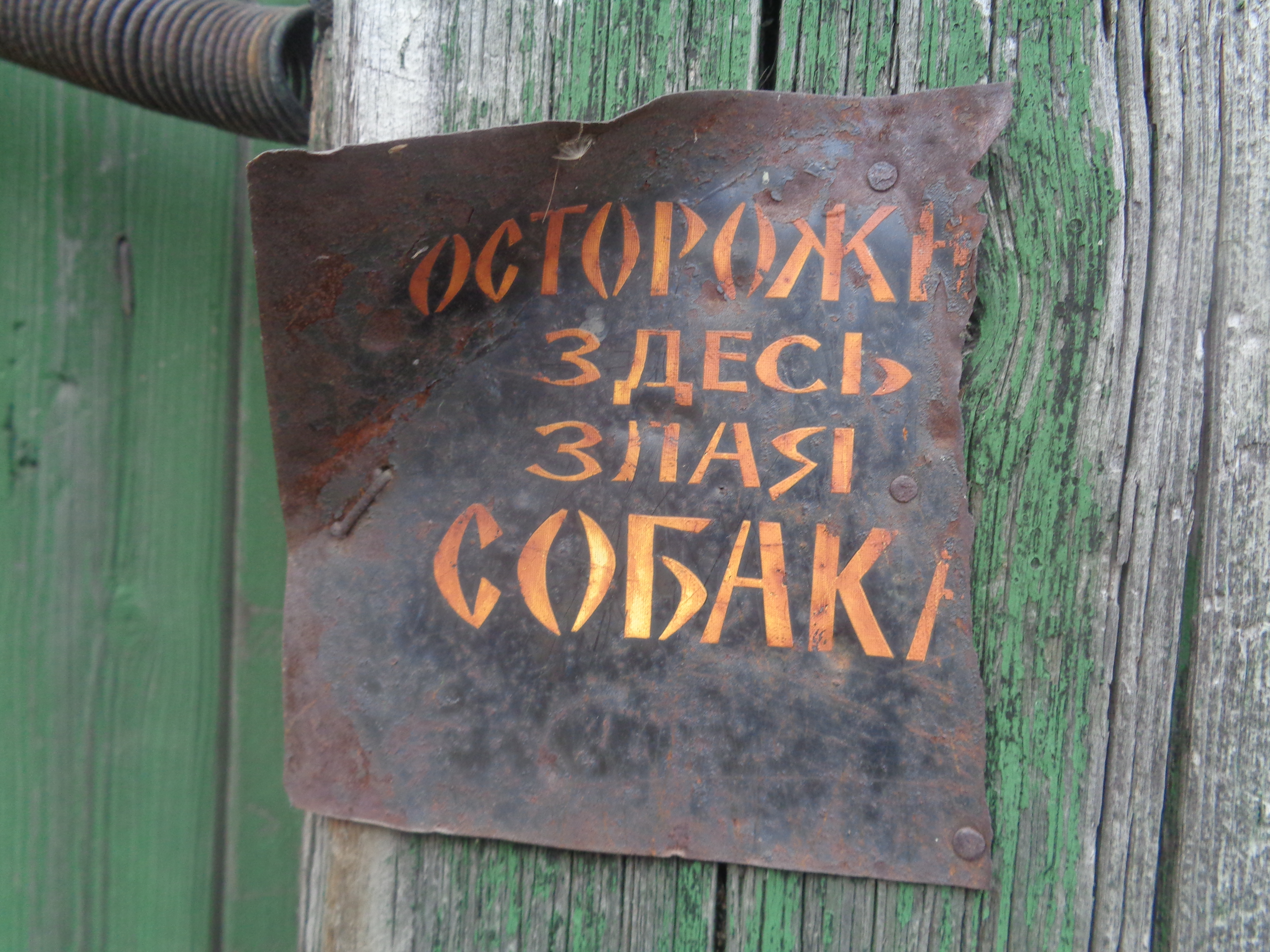
Табличка «Обережно, злий собака»

«Обережно, злий собака!» — попереджувальний знак, що вказує на те, що всередині якоїсь території знаходиться небезпечний пес.

## Історія
Попереджувальні знаки такого роду були виявлені в давньоримських будинках, таких як Будинок трагічного поета в Помпеях, де є мозаїка з написом cave canem (з лат. - «Бережіться собаки»). Ці попередження іноді могли призначатися для захисту собаки, а не читача, щоб відвідувачі не наступили на маленьких ніжних собак типу італійської хорт.

## Види табличок "Обережно, злий собака! «

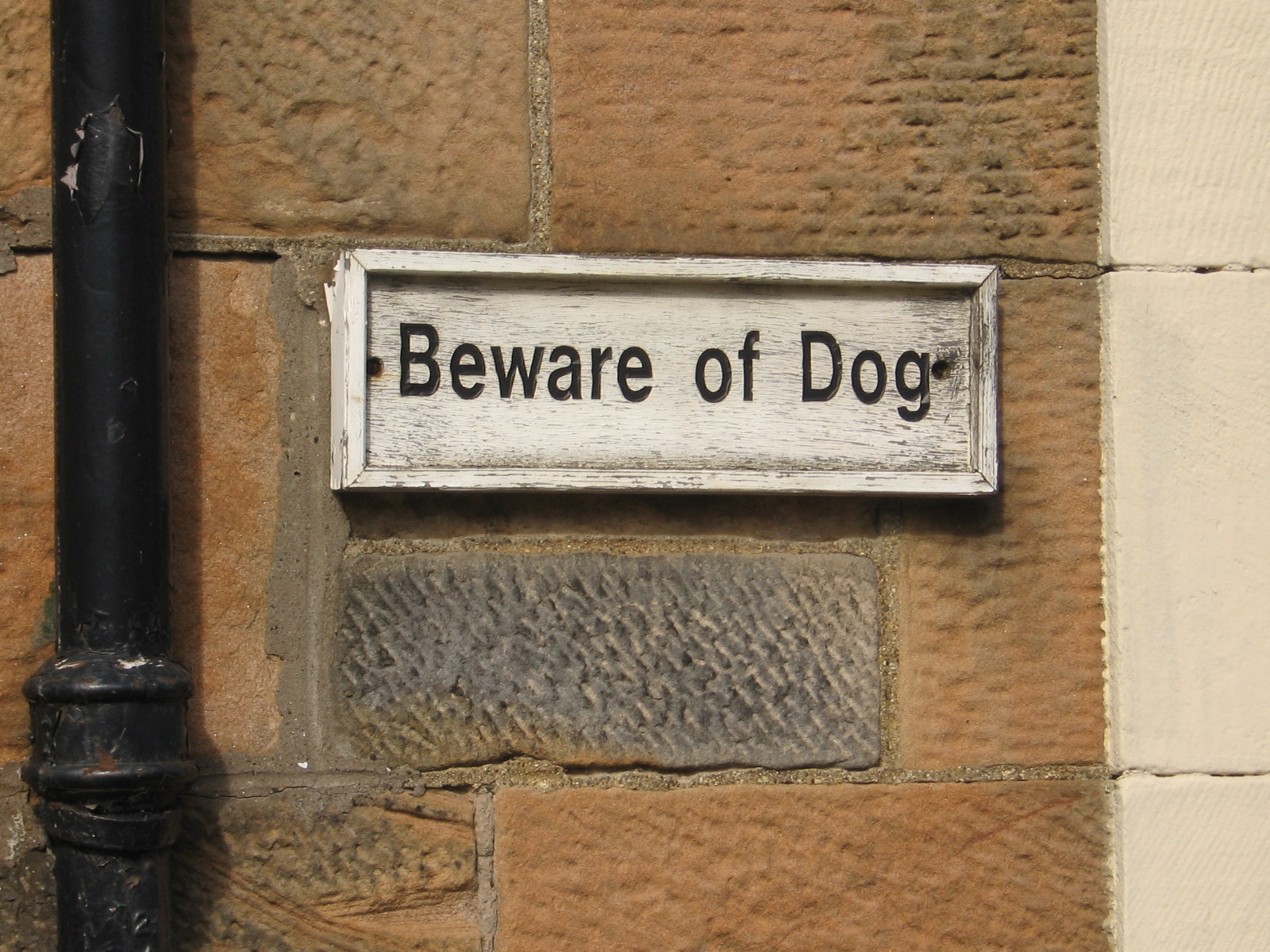
Повідомлення у некрополі Глазго

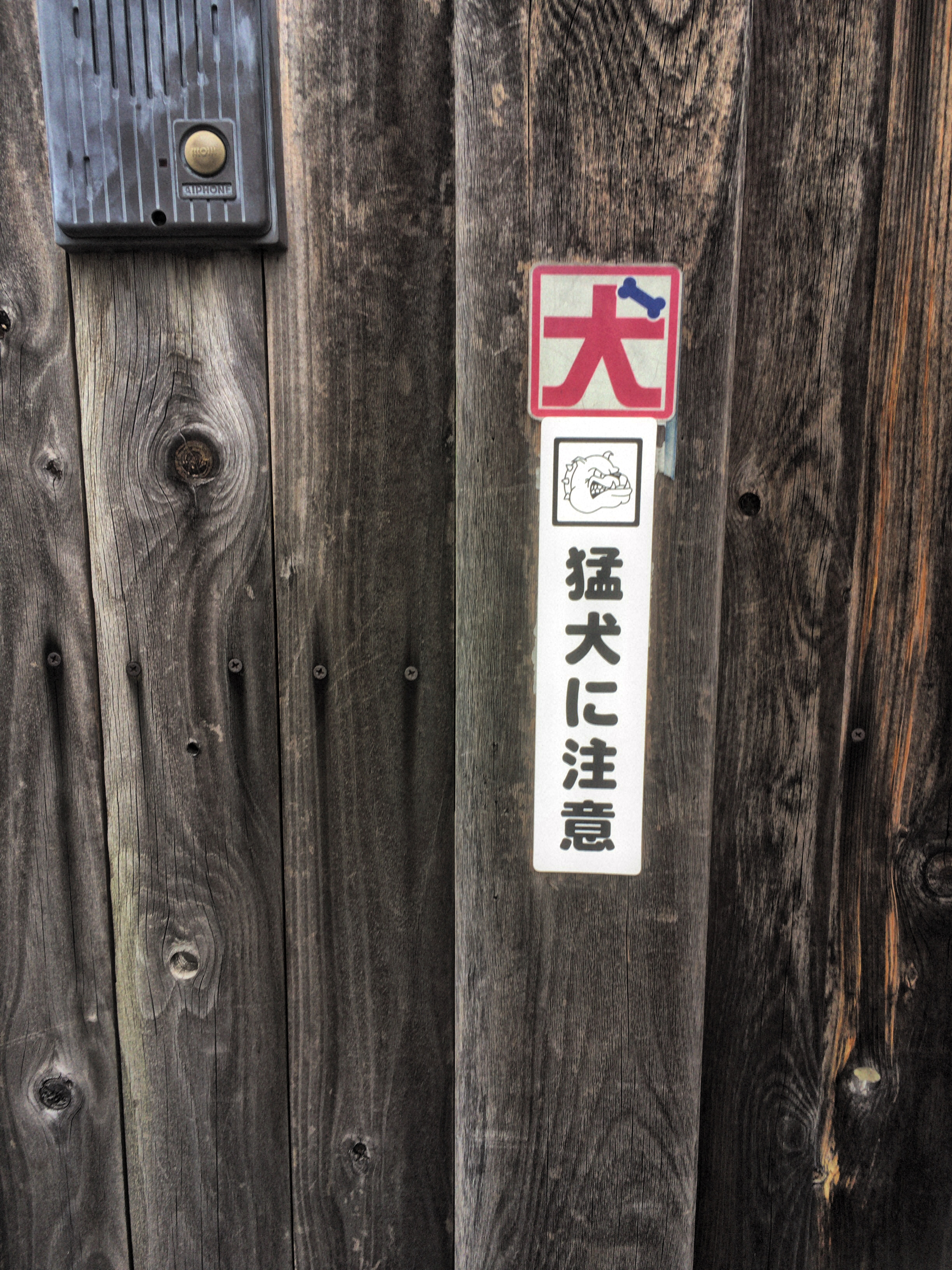
Знак „Обережно, злий собака“ в Токіо

Таблички „Обережно, злий собака!“ можуть бути виготовлені різними способами. Існують приклади, зроблені вручну, зазвичай з використанням олійної фарби, нанесеної на фанерну або металеву основу. Крім того, при нанесенні фарби можна використовувати трафарети. Найчастіше для виготовлення пластин використовується технологія металокераміки. Рельєфні зображення вирізаються із металевих листів, відливаються з металу або формуються на керамічній основі. Найпростіший спосіб (що останнім часом досить поширений) – роздрукувати зображення на принтері. У цьому випадку зазвичай використовується папір або картон, а вивіска з метою безпеки обертається захисною плівкою .
Форма табличок зазвичай прямокутна, але трапляються й інші варіанти геометричних фігур (квадрат, трикутник, коло). Існують таблички, на яких зображено профіль або вид спереду собаки чи вовка. Розміри пластини можуть бути різними. Найменші  з них близько 10 × 15 см, найбільші повністю займають двостулкові ворота (близько 2 × 4 м) .
Внутрішня організація таблички нагадує плакат, що поєднує в собі зображення та напис, покликані доповнювати один одного. Водночас їхнє поєднання необов'язкове. Написи також можуть бути нанесені на таблички більш загального плану — зазвичай із зазначенням вулиці та номера будинку. У поєднанні зображення та напис можуть бути розміщені симетрично або асиметрично. Зображення зазвичай займає центр, воно також може бути розташоване ліворуч від напису (стосовно глядача), рідше праворуч, іноді зміщене під тим чи іншим кутом.
Що стосується простору будинку, табличка «Обережно, злий собака!» завжди займає положення, орієнтоване на зовнішню сторону. Найчастіше вона кріпиться до воріт, хвіртки, ворітного стовпа, паркану, зовнішньої сторони будинку. Іноді для цього використовуються дерева.
Іноді табличка може розміщуватися і за відсутності реального пса, виступаючи, в деяких випадках, як «обманка».